# براسیداس
براسیداس (یونانی: Βρασίδας، درگذشت ۴۲۲ قبل از میلاد) برجسته‌ترین افسر اسپارتی در دهه اول جنگ پلوپونز بود که در نبرد آمفیپولیس و پیلوس جنگید. او در جریان نبرد دوم آمفیپولیس در حالی که یکی از دیدنی‌ترین پیروزی‌های خود را به دست آورد، جان باخت.

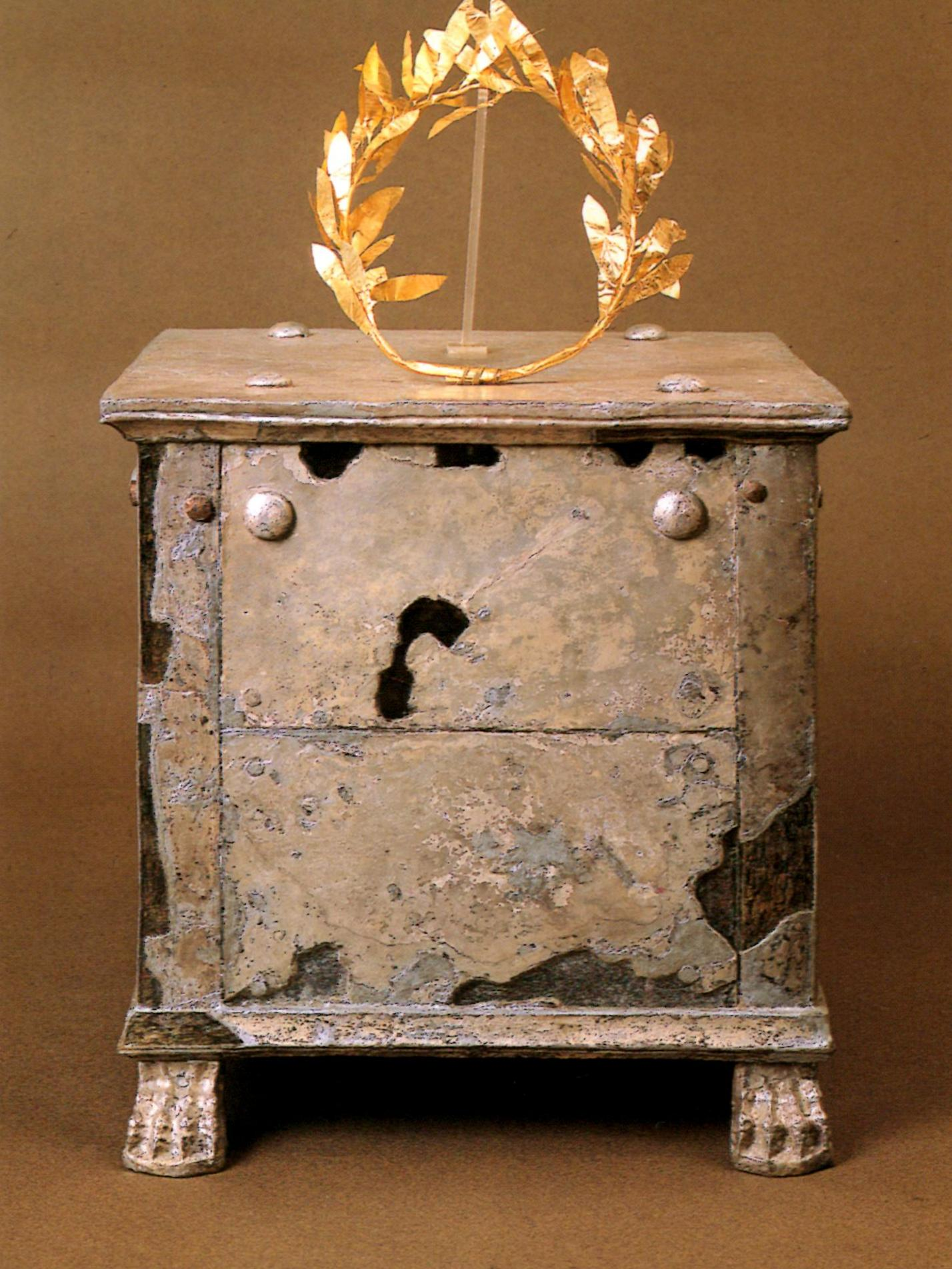
استوانه نقره ای و تاج طلای براسیداس در موزه باستان‌شناسی آمفیپولیس.

## زندگی‌نامه
براسیداس پسر تلیس (Τέλλις) و آرگیلئونیس بود و اولین افتخارات خود را با نقش برجسته متون که توسط آتنیان محاصره شده بود (۴۳۱ قبل از میلاد) به دست آورد. در طول سال بعد، به نظر می‌رسد که او افور همنام بوده‌است، و در سال ۴۲۹ قبل از میلاد او به عنوان یکی از سه مأمور برای مشاوره به دریاسالار کنموس فرستاده شد. او به‌عنوان سه‌سالار خود را در حمله به موقعیت آتن در نبرد پیلوس متمایز کرد که طی آن به شدت مجروح شد
در سال ۴۲۴ قبل از میلاد، در حالی که براسیداس برای لشکرکشی به تراکیه در کورینت نیرو جمع‌آوری کرد، حمله آتن به مگارا را ناکام گذاشت. بلافاصله پس از آن در رأس ۱۷۰۰ هوپلیت (هلوت و ۱۰۰۰ مزدور پلوپونزی) از طریق تسالی لشکر کشید و به پردیکا دوم مقدونیه پیوست. پادشاه مقدونی سعی کرد از گروه ضربت پلوپونز علیه لینستین‌ها استفاده کند، قبیله مقدونی که با پادشاه خود درگیر شده بود، اما براسیداس از تبدیل شدن به ابزاری برای پیشبرد جاه طلبی‌های پردیکا خودداری کرد. او مخالفت‌های پادشاه را نادیده گرفت و با آرهابائوس، رهبر لینسستی‌ها، پذیرفت و با او مذاکره کرد. پس از اینکه برازیداس با آرابائوس ساکن شد، به هدف اصلی خود دست یافت و تا حدی به دلیل سرعت و جسارت حرکاتش، تا حدی به دلیل جذابیت شخصی و تعدیل خواسته‌هایش، در طول زمستان موفق شد بر چیزهای مهم پیروز شود. شهرهای آکانتوس، آمفیپولیس (هدف اصلی)، استاگیروس و تورونی و همچنین تعدادی از شهرهای کوچک و بیشتر شبه جزیره‌های کالکسیدی. حمله به ایون با ورود توسیدید (مورخ مشهور جنگ که در این زمان به عنوان یکی از ژنرال‌های آتن خدمت می‌کرد) در راس یک اسکادران آتن خنثی شد. در بهار سال ۴۲۳ قبل از میلاد، آتش‌بس بین آتن و اسپارت منعقد شد، اما فوراً توسط شهر Scione در معرض خطر قرار گرفت، که معلوم شد دو روز پس از شروع آتش‌بس به براسیداس رسیده بود، که منجر به درخواست آتنیان از آن شد. به آنها بازگردانده شود. براسیداس از بازگرداندن اسکیونه خودداری کرد. و اندکی بعد شورش منده را نیز پذیرفت. اسکیونی‌ها به براسیداس تاج طلایی دادند و او را آزاد کننده هلاس نامیدند.
ناوگان آتنی تحت فرمان نیکیاس و نیکوستراتوس، منده را بازپس گرفتند و اسکیونه را محاصره کردند که دو سال بعد (۴۲۱قبل از میلاد) سقوط کرد. در همین حال، پردیکا براسیداس را مجبور کرد تا در لشکرکشی علیه آرهابائوس و لینستین‌ها به او بپیوندد. آنها به زودی در یک نبرد تن به تن با لینستین‌ها ملاقات کردند و پیروز شدند و آرهابائوس را به کوه‌ها راندند. با نزدیک شدن بدن ایلیاتی‌ها، که اگرچه توسط پردیکا احضار شده بود، اما به‌طور غیرمنتظره ای برای آرابائوس اعلام کرد، مقدونی‌ها فرار کردند و نیروی براسیداس تنها با خونسردی و توانایی او از موقعیت حساس نجات یافت (نبرد لینسستیس). این موضوع نزاع بین براسیداس و پردیکا را به اوج رساند.
در آوریل ۴۲۲ قبل از میلاد، آتش‌بس با اسپارت منقضی شد، و در همان تابستان کلئون به تراکیا اعزام شد، جایی که او به تورونی و گالپسوس یورش برد و برای حمله به آمفیپولیس، مهم‌ترین شهر تابع آتن در کالسیدیس آماده شد. هنگامی که کلئون بخشی از ارتش خود را برای بررسی دفاعیات به جلو آورد، براسیداس فرصتی را برای شکست دادن نیروهای برتر خود با جزئیات تشخیص داد. نقشه براسیداس برای پیروزی نهایی اش نمونه ای از لشکرکشی‌های او در تراکیه بود. این یک حمله غافلگیرانه تهاجمی جسورانه بود که هدف آن سردرگمی دشمن بود و از نیروهای کوچک او از هوپلیت‌های اسپارتی و متحدانش که بخش عمده ای از ارتش او را تشکیل می‌دادند، به بهترین شکل ممکن استفاده کرد. میرکینوس.
براسیداس شخصاً اسپارت‌ها را در یک حمله ناگهانی از آمفیپولیس رهبری کرد و جناح چپ ارتش آتن را شکست داد. یارانش از دروازه شمال شرقی به زمین حمله کردند و از شمال حمله کردند و جناح راست دشمن را شکستند. سواره نظام ادون و کالسیدی و پیاده‌نظام سبک آتنی‌ها را تعقیب کردند و ۶۰۰ مرد از جمله کلئون را کشتند. در طرف اسپارت فقط هفت کشته گزارش شده‌است، اما یکی از آنها براسیداس بود که در راس نیروهای اسپارتی خود به‌طور مرگباری مجروح شد. او در آمفیپولیس در محدوده شهر (افتخار خارق‌العاده‌ای در میان یونانیان باستان) با شکوهی چشمگیر به خاک سپرده شد و برای آینده به‌عنوان بنیان‌گذار (اوکیتوس) شهر در نظر گرفته شد و با بازی‌ها و قربانی‌های سالانه مورد تجلیل قرار گرفت. در اسپارت یک سنوتاف به یاد او در نزدیکی مقبره‌های پاوسانیاس و لئونیداس نصب شد و سخنرانی‌های سالانه برگزار می‌شد و بازی‌هایی به افتخار آنها برگزار می‌شد که فقط اسپارتی‌ها می‌توانستند در آن شرکت کنند.

## میراث
چ. کوکولی-کریسانتاکی در تحقیقات سه دهه ای خود در آمفیپولیس شواهدی از بازیابی و شناسایی دفن براسیداس در آگورا باستانی آمفیپولیس ارائه می‌دهد. به گفته توسیدید، مورخ یونانی، قبر براسیداس در مقابل آگورای جدید و جابجا شده آمفیپولیس قرار داشت. حفاری باستان‌شناسی در آمفی‌پولیس پایه‌های یک ساختمان کوچک و یک گور سیست حاوی بقایای یک استوانه نقره‌ای همراه با یک تاج گل طلا را کشف کرد که گمان می‌رود بقایای براسیداس را در خود جای داده‌است. این استون در حال حاضر در موزه باستان‌شناسی آمفیپولیس قرار دارد. خود گور حفره‌ای بود که در صخره موجود حفر شده بود و از بلوک‌های آهکی و ملات برای ایجاد قبر سیست استفاده شده بود.
توصیف توسیدید از براسیداس نشان می‌دهد که برازیداس شجاعت کلیشه‌ای اسپارتی را با آن فضائلی که اسپارتی‌های معمولی به‌طور مشخص فاقد آن بودند، در خود متحد کرد. براسیداس ظاهراً در شکل‌گیری برنامه‌های خود سریع بود و آنها را بدون تأخیر یا تردید به انجام رساند. علاوه بر این، بلاغت در گفتار براسیداس به آکانتیان به‌طور قابل توجهی کیفیت بالاتری نسبت به دیگر سخنرانی‌های اسپارتی ثبت شده توسط توسیدید دارد. به نظر می‌رسد که فضایل غیر اسپارتی براسیداس حسادت و سوء ظن را در اسپارت برانگیخت.
به ویژه توسیدید را ببینید. چهدیودور سیسیلی می‌افزاید که عمدتاً شرح سخنوری یا اختراع ناب است. شرح کامل تری در تاریخ یونان یافت می‌شود (مثلاً در تاریخ‌های جورج گروت، کارل جولیوس بلوچ، گئورگ بوسولت، مایر)

## در فرهنگ عامه
براسیداس در بازی ویدیوییاساسینز کرید ادیسه ۲۰۱۸ظاهر می‌شود. براسیداس در بازی به عنوان یک جنگجوی قدرتمند و دوست صمیمی قهرمان داستان به تصویر کشیده شده‌است.

## نقل قول‌ها
- «پس با توجه به عظمت مسائل در خطر، از جانب خود نشان ندهید، و من نشان خواهم داد که آنچه را که به دیگران موعظه می‌کنم، خودم می‌توانم انجام دهم» (Strassler 307/5.9.10).
- «برای یک اسپارتی نیز سخنران بدی نیست» (توسیدید ۴٫۸۴)
- «او خدمت بسیار بزرگی به لاکدائمونیان کرد» (توسیدید ۴٫۸۱)